# Fireside Song
«Fireside Song» (En castellano «Canción Junto a la Fogata») es una canción que forma parte del álbum conceptual From Genesis to Revelation, el primer álbum del grupo de rock progresivo Genesis del año 1969.
La canción es la quinta del álbum, se encuentra a continuación de In The Beginning y retrata la calma que sigue a la tormenta, luego de los brutales movimientos de roca y lava de la creación, la paz se acenta en la Tierra y ,según la letra, "observemos el futuro claramente en su amanecer".
La canción en sí misma, está compuesta por guitarra acústica y voz, una especie de The Silent Sun disminuida, al menos ese era el plan original de la banda. El productor Jonathan King editó la canción en estudio, dejando la guitarra en el canal izquierdo, para poder agregar el voilín en el canal derecho. Este proceso ha empeorado muchas de las canciones del álbum, aunque en este caso queda bastante bien, aumentando la atmósfera bucólica sugerida en las letras.
"Fireside Song" probablemente fue interpretada en vivo en los primeros conciertos de Genesis, pero no existe ninguna grabación de la misma. Como la mayor parte del material de este primer álbum, fue descartada rápidamente cuando la banda comenzó a escribir material más complejo.
Un tema que aparece en la letra, "Sucedió que los árboles desafiaron al viento que sacudía sus hojas" resurgiría 11 años después con la canción "Heathaze", que apareció en el álbum Duke de 1980.
- Datos: Q5451955